# Понтийцы

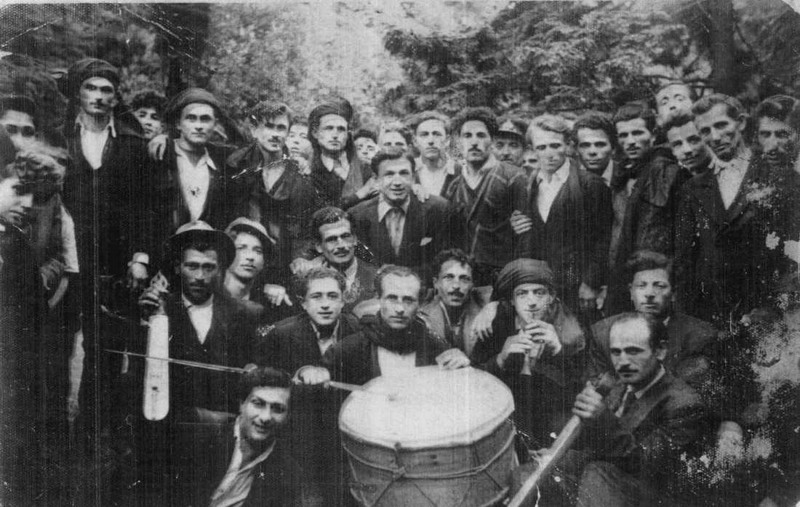
Понтийцы с традиционными инструментами (лира, давул, зурна), ил Трабзон, конец 1950-х гг.

Понтийские греки, понтийцы (понтийские греки; греч. Πόντιοι, Ποντιακός Ελληνισμός, Έλληνες του Πόντου; тур. Pontus Rumları; груз. პონტოელი ბერძნები) — этническая группа греков, потомки выходцев из исторической области Понт на северо-востоке Малой Азии (современная Турция). Самоназвание — роме́и (греч. Ρωμαίοι — «римляне» — так называли себя византийцы); ныне принята форма «понтиос» (понтиец), данная им греками метрополии. В современной Греции название «понтийцы» распространяется на все разнородные группы греческих переселенцев из стран Черноморского региона (в том числе урумов и румеев). Представители этнической группы говорят на понтийском языке. В течение XX века в основном перешли на новогреческий, русский и другие языки стран их проживания.
По большей части были вынуждены покинуть историческую родину и обосноваться в Греции после геноцида 1919 года и последующей Малоазийской катастрофы 1922 года, обменом греческого и турецкого населения. Понтийцы, проживавшие на территории сначала Российской империи, а затем и Советского Союза, также стали переселяться в Грецию после его распада. На данный момент, помимо Греции, Турции и стран бывшего СССР (в России (на Северном Кавказе), на Украине, Грузии, Казахстане, и Армении), также проживают в США, Германии, Австралии, Канаде и на Кипре.
В Греции иногда называют «лазами», и приписывают им многие из тех же черт, что и турки в Турции приписывают лазам.

## История и заселение греками черноморского побережья

Греческие колонии на Чёрном море, VIII—III вв. до н. э.

Первые намеки греческого присутствия в Черноморской области могут быть прослежены в греческой мифологии. Это — область, куда Ясон и аргонавты приплыли в поисках Золотого Руна. Миф был записан Аполлонием Родосским в его работе, «Аргонавтика». Современные историки датируют экспедицию Арго приблизительно в 1200 году до н. э., основываясь на описании, данном Аполлонием.
Официальной отправной точкой присутствия греков на территории Малой Азии является основание колонии Синоп на северном побережье Анатолийского полуострова ионийскими переселенцами (прибывшими из Милета) около 800 года до н. э. Синоп стал первой засвидетельствованной малоазийской греческой колонии. Впоследствии, уже переселенцы из Синопа начали основывать колонии на южном побережье Чёрного моря (в их числе и основанный в 783 году до н. э. Трапезунд, ныне Трабзон). После колонизации берегов Чёрного моря, известного до того времени греческому миру под названием Понта Аксинского (др.-греч. Πόντος Ἄξενος — буквально негостеприимное море), название было изменено на Понт Эвксинский (др.-греч. Πόντος Εὔξενος), т. е. гостеприимное море. С течением времени количество колоний по всей береговой линии Чёрного моря росло. Область Trapezus, была упомянута Ксенофонтом в его «Анабасисе Кира», где описывается, как он и другие 10 000 греческих наёмников в 401 году до н. э. добрались до берегов Понта из внутренних областей Персии. Ксенофонт упоминает, что когда при виде моря они кричали «Море! Море!», местные жители поняли их. Жители колоний занимались множеством видов торговли, при этом торгуя не только между непосредственно греческими колониями, но и с коренным населением этих земель. В скором времени ведущую роль среди колоний занял именно Трапезунд, и область поблизости стала сердцем греческой культуры и цивилизации понтийцев. В каком-то смысле современные понтийцы являются прямыми потомками древних греков, проживавшими на данной территории.

Трапезундская империя в 1265 году

В 281 году до н. э. данная область стала независимым государственным образованием, царём которой стал Митридат I Понтийский, линия родословной которого восходила ко времени Ариобарзана I, правителя греческого города Киоса. Самым видным потомком Митридата I был Митридат VI, который между 90 и 65 годами до н. э. вёл Митридатовы войны — три тяжёлых войны против Римской республики, перед тем как в конечном счете стать побеждённым. Митридат VI расширил своё царство, присоединив к нему Вифинию, Крым и Пропотос[что?].
После Третьей Митридатовой войны Понтийское царство пало, и большая часть его территории была включена в состав Римской империи, лишь находящееся в Крыму Боспорское царство всё же сумело сохранить независимость, став однако, вассальным Риму государством. Оно просуществовало до захвата гуннами в IV веке нашей эры, когда эти территории были захвачены. Гористая территория Понта (Халдия) была полностью включена в Византийскую империю в течение VI века.

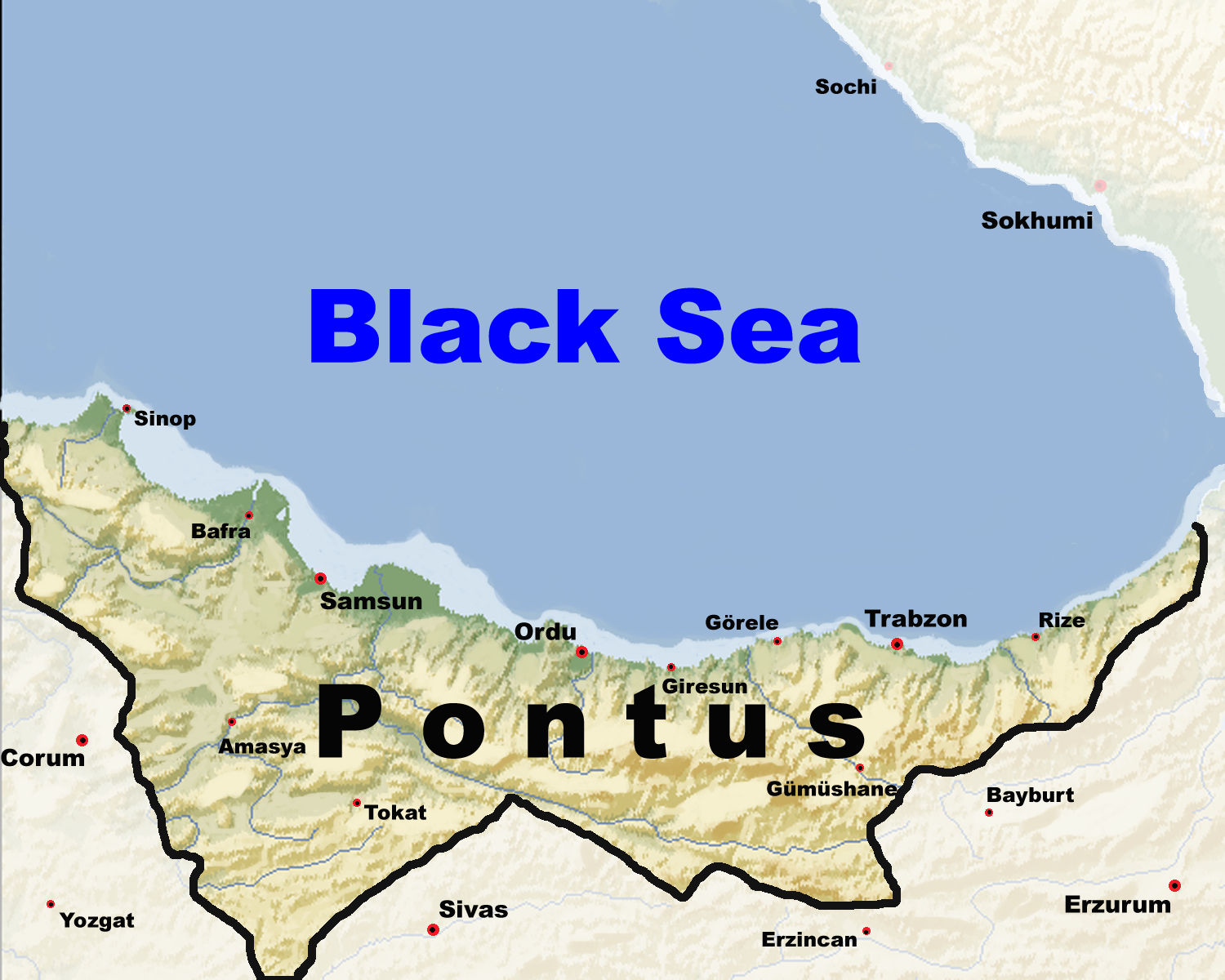
Понт, регион-место компактного проживания понтийцев

Период после османского завоевания (главным образом XVIII—XIX вв.) характеризуется оттоком понтийцев на Кавказ и в частности на территорию Российской империи, где возникают крупные понтийские общины.
В 1914-1923 году во время младотурецкого режима в Османской империи проводилось систематическое истребление малоазиатских греков параллельно с геноцидом армян и в целях его имитации во время Первой мировой войны и до обмена населением в 1923 году. В ходе геноцида погибло около 353 000 понтийцев, многие из них во время форсированных маршей по засушливым землям Анатолии и Сирии. 19 мая является в современной Греции памятным днём, посвящённым этому трагическому событию. Геноцид официально признан, помимо самой Греции (1994 г.), Швецией (11 марта 2010 года), Арменией (март 2015 года), и Нидерландами (9 апреля 2015 года, признан в один и тот же день вместе с геноцидом ассирийцев и армян). Турция, однако, и по сей день категорически отрицает факт геноцида и приписывает гибель людей побочным жертвам войны, голоду, возникшему в результате вступления русской армии в северную Турцию и гражданских беспорядков.

## Греки Российской империи и Советского Союза

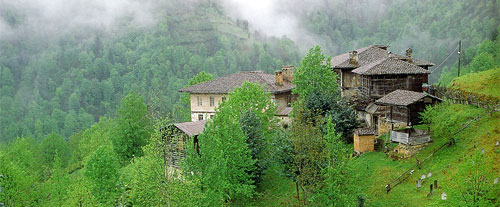
Традиционные дома

Греческая диаспора Российской империи до Гражданской войны в России в основном включал греческие общины Мариуполя (т. н. греки Приазовья, говорящие на диалекте, отличном от остальных понтийских) и понтийских общин Грузии и Кавказа, формировавшихся с середины XIX века. К этим общинам добавились понтийцы, которые следовали за русской армией во время ее отступления из Османской империи в период 1915—1918 годов, главным образом из провинции Карс, и те, кто после обмена предпочёл поселиться в понтийских районах северных берегов Чёрного моря.
Таким образом, внутренние различия понтийцев основывались на времени их поселения, регионе происхождения и их экономическом положении, что также было катализатором их идеологической и политической позиции. Таким образом, такие группы, как понтийцы Карса или те, кто много лет проживал в России, большинство из которых были крестьянами, переняли советские идеалы и идею обучения их на родном понтийском языке или, в случае с греками-приазовцами, на мариупольском диалекте. В свою очередь, большинство беженцев из малоазийского Понта, наоборот с самого начала поддерживало введение начальной школы[какой?] и стремилось бежать в Грецию.
Спор о языковом вопросе понтийцев и приазовцев, казалось, был окончательно разрешён 21 апреля 1934 года, когда на I Всесоюзной греческой конференции в Москве было принято решение о принятии просторечия в качестве официального филологического языка греков Советского Союза. Попытки понтийской интеллигенции формализовать понтийский язык, приняв упрощённый алфавит и основываясь на грамматике Костаса Топхараса (семья Канонидис), потерпели неудачу.
Советской диаспоре, и особенно тем понтийцам, поселившимся в Советском Союзе до геноцида и Первой мировой войны, удалось создать культуру, в значительной степени автономную от непосредственно Греции. Его художественные и литературные интересы выражались во множестве работ, которые в подавляющем большинстве пересекались с официальным советским искусством сталинского времени. Были созданы четыре греческих  автономных района: три из них располагались на юге УССР, в Мариуполе и Донецке, а четвёртым и самый важным был Греческий национальный район в РСФСР (в 1930-1934 гг. — в составе Северо-Кавказского края, в 1934-1937 гг. - в составе Азово-Черноморского края, а в 1937 г., когда он был упразднён - в Краснодарском крае) с административным центром в станице Крымской (ныне город Крымск).
В 1934 году сталинский режим начал широкомасштабные преследования национальных меньшинств. С конца 1937 года греческая национальная интеллигенция была практически истреблена, бывшие автономные греческие регионы были почти полностью лишены греческого элемента, а большинство их жителей были убиты либо депортированы на территорию Сибири, а позднее — в Среднюю Азию. Гонения прекратились лишь в конце 1949 г., пострадавшие возвратились к местам своего компактного проживания на Чёрном море. Немалое количество советских греков участвовало во Великой Отечественной войне.
По данным всесоюзной переписи 1989 года общая численность греков в СССР составляла 358 тысяч чел., основными районами проживания были Грузия (более 100 тыс. чел., особо многочисленной была диаспора в Сухуми); Украина (более 98 тыс. чел.); РСФСР (более 91 тыс. чел.); и Казахстан (более 46 тыс.). С распадом Советского Союза большая часть из почти полумиллиона понтийцев и греков-приазовцев Советского Союза эмигрировала в Грецию.

## Культура

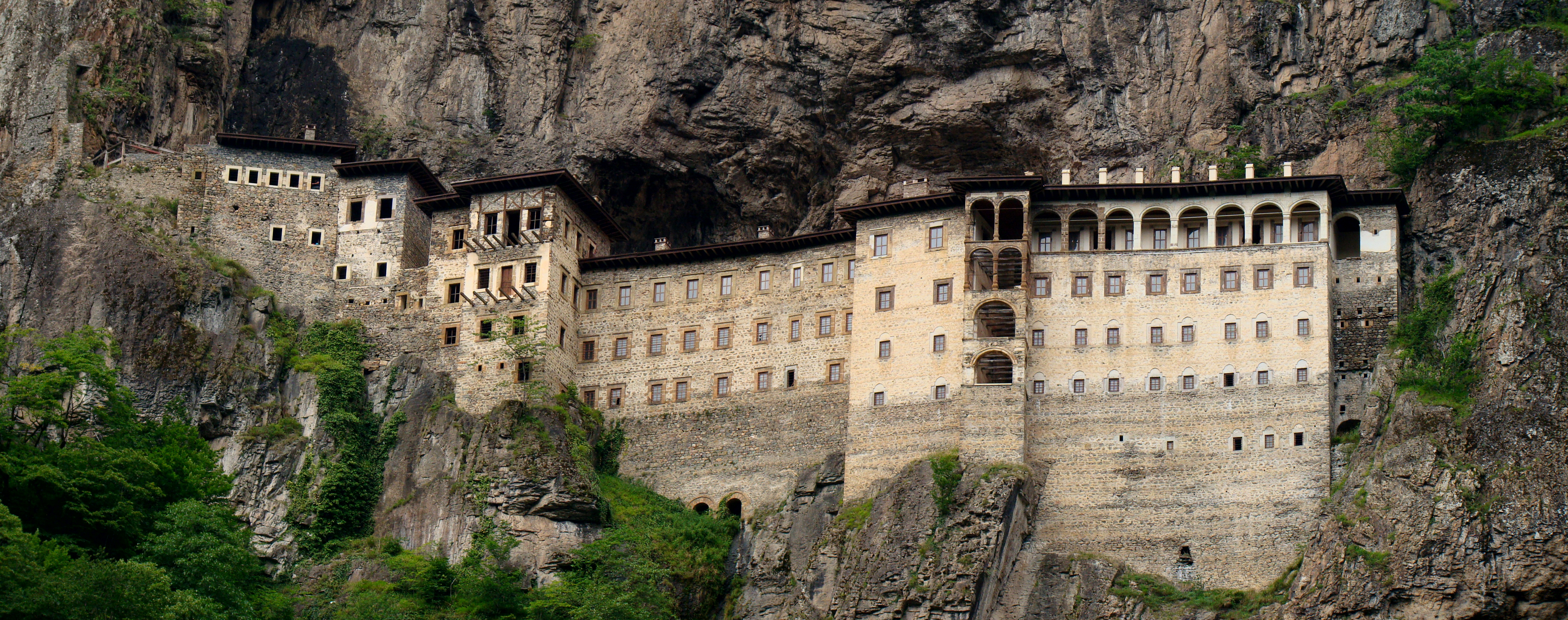
Святой монастырь Панагия Сумела

На культуру Понта сильно повлияла топография его различных регионов. В таких торговых городах, как Трапезунд, Самсун, Керасунда и Синоп, высшее образование и искусство процветали под покровительством космополитического среднего класса. Во внутренних городах, таких как Аргируполи, экономика была основана на сельском хозяйстве и добыче полезных ископаемых, что создавало экономический и культурный разрыв между развитыми городскими портами и сельскими центрами, раскинувшимися по долинам и равнинам, простирающимся от подножия Понтийские горы.

### Язык

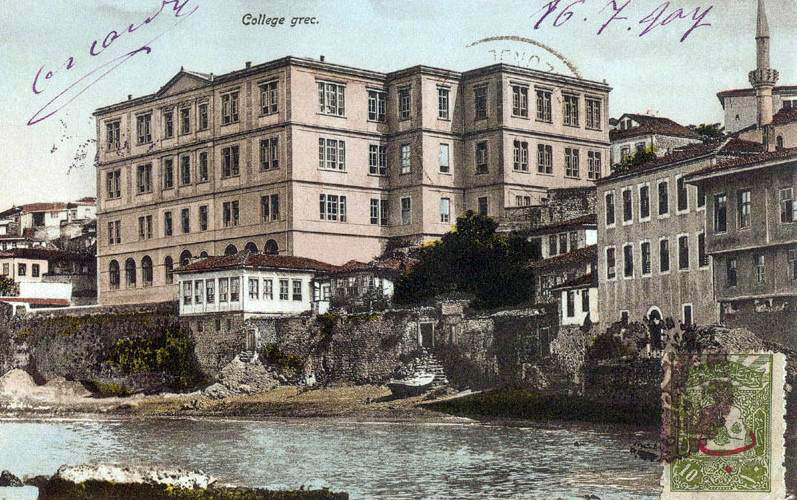
Трапезундская школа, начало 20 века.

Для подавляющего большинства понтийцев родным языком был понтийский диалект греческого языка (иногда квалифицируемый как отдельный язык). Исключение составляли понтийцы из Бафры, перешедшие на турецкий язык, а также цалкийцы, говорящие на собственном диалекте турецкого. Небольшое количество представителей этого субэтноса продолжают говорить на понтийском диалекте греческого. В частности, этот диалект до сих пор употребляется понтийцами-мусульманами в некоторых районах Турции (в особенности, в окрестностях городов Оф и Тонья), являющихся потомками обращённых в ислам греков, и поэтому не подвергшихся обмену населением 1923 года.
В диалекте сохранились элементы ионийского диалекта древнегреческого языка (конкретно говора Милета). За время своего существования понтийский диалект, помимо влияния койне (общеупотребительного идиома древнегреческого языка) и литературного среднегреческого языка (эволюционной формы греческого языка в Византии), также подвергался влиянию турецкого, грузинского, персидского, а также итальянского языка (благодаря присутствию в Трапезунде итальянских купцов, прежде всего генуэзцев и венецианцев). Заимствования из вышеупомянутых языков (прежде всего лексика), однако, эллинизировались и органично вошли во флективную систему местного варианта языка.

### Музыка
Для понтийцев характерны элементы традиций и обычаев, которые они перенесли со своей родины. Танцы, понтийский диалект и некоторые обычаи сохранились до наших дней.
Понтийская музыка сохраняет элементы музыкальных традиций Древней Греции, Византии и Кавказа (особенно области Карса). Характерной особенностью понтийской народной музыки является полиритмия (встречающаяся также и у других черноморских народов, в частности, болгар). Популярными исполнителями понтийской музыки являются Стелиос Казанцидис, Хрисантос Теодоридис, Статис Николаидис, Теодорос Павлидис, Яннис Цитиридис и Пела Николаиду[значимость факта?].
Одним из наиболее популярных музыкальных инструментов является смычковая лира, близкородственная ближневосточной кеманче. Под её аккомпанемент исполняются песни и танцы. Одними из самых известных танцев являются кочари (греч. Κότσαρι), тик (греч. Τικ) и серра (греч. Σέρρα). Последний танец, как считается, сохранил черты пиррихия — древнегреческого воинского танца.

### Традиции и обычаи
В традиции понтийцев входит множество необыкновенных обычаев связанных с семьями и религией:
- В момент рождения рёбенка к колыбели привязывали кусочек угля, обёрнутый алой тканью, а новорождённому надевали маленькие браслеты из разноцветных камней.

- Крёстными родителями становились те, кто на свадьбе держал венец над молодожёнами.

- Женщине, родившей ребёнка сорок дней назад, очень важно прийти в церковь к причастию.
- Если в семье рождалась девочка, её родные начинали заботиться о приданом.
- В день помолвки происходило «большое сватовство».
- Накануне свадьбы невеста вместе с подругами готовила праздничное тесто из муки, присланной женихом.
- Яркими и любимыми праздниками понтийских греков считаются Новый год, Рождество и Крещение.

### Образование

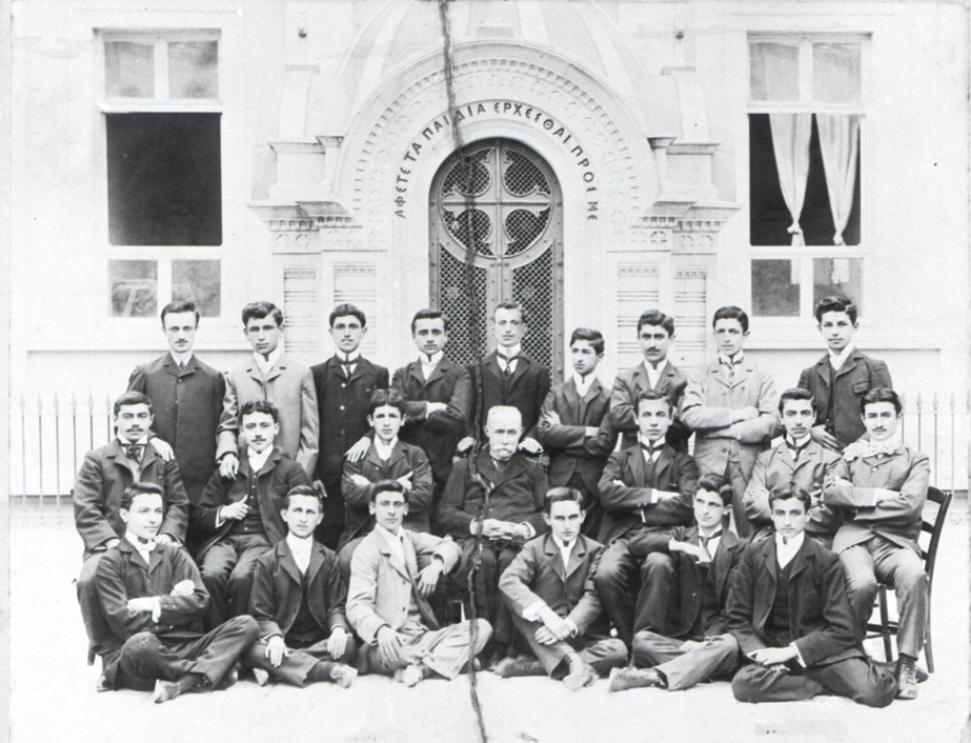
Выпускники Трапезундской школы 1902-1903 учебных гг., 28 июня 1903 г.

О богатой культурной деятельности понтийских греков свидетельствует количество учебных заведений, церквей и монастырей в этом районе. К ним относятся Трапезундская школа, которая действовала с 1682/3 по 1921 год и дала большой импульс быстрому распространению греческого образования по всему региону. Здание этого учреждения до сих пор остается самым впечатляющим памятником понтийской Греции в городе.
Другим известным учреждением был Аргируполис, построенный в 1682 и 1722 годах соответственно, 38 средних школ в районе Синопа, 39 средних школ в районе Керассунды, многочисленные церкви и монастыри, из которых наиболее примечательны церкви Святой Евгений и Храм Святой Софии (Трабзон), монастыри Агиос Георгиос и Агиос Иоаннис Вазелонос, и, несомненно, самый известный и известный из всех, монастырь Панагия Сумела.

### Военные традиции
Ежегодно 19 мая Эвзоны из Президентской гвардии (Греция) церемониального подразделения носят традиционную черную понтийскую форму на мероприятии в ознаменование Понтийского геноцида.

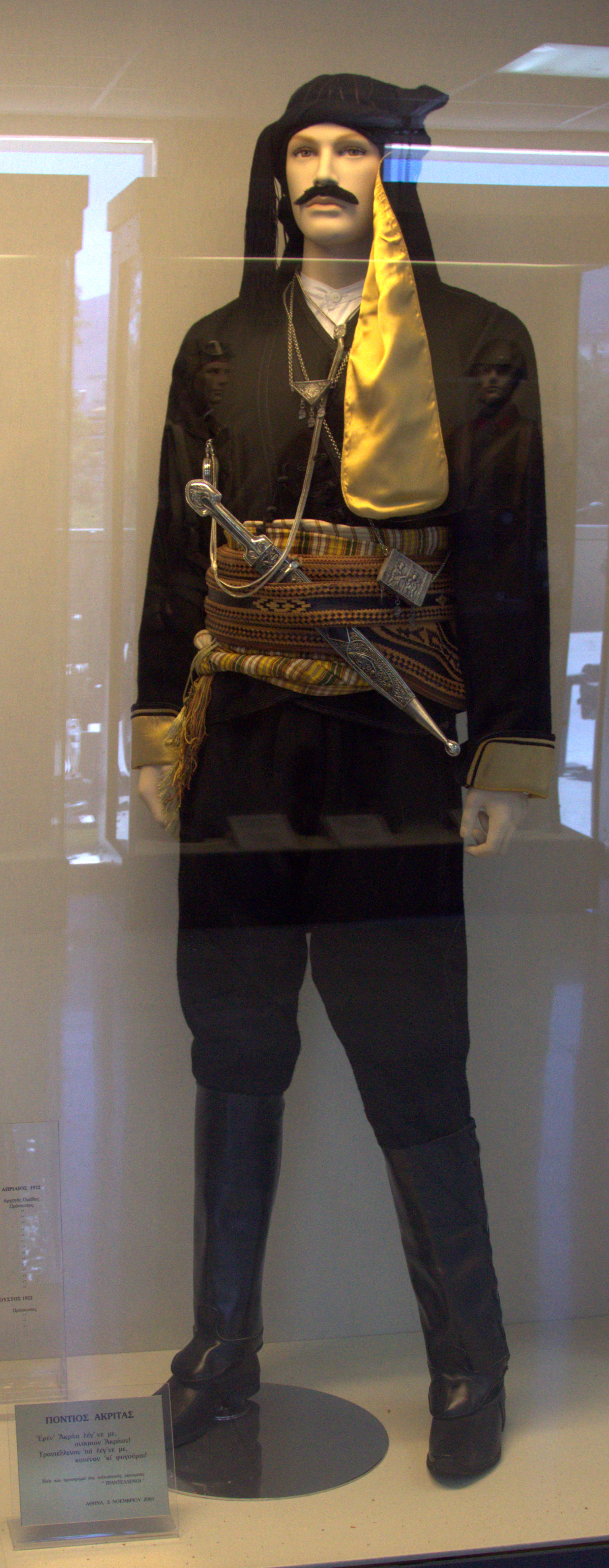

### Виды спорта
История понтийских греков с организованным спортом началась с внеклассных мероприятий, предлагаемых учебными заведениями. Студенты создадут спортивные клубы, предоставив греческой молодежи Понта возможность участвовать в организованных спортивных соревнованиях. Греческий спортивный клуб Мерзифунда понтос, основанный в 1903 году, был одним из таких примеров, созданных студентами, посещающими Колледж Анатолии в Мерзифуде недалеко от Амасья. Принудительное закрытие колледжа в 1921 году турецким правительством привело к перемещению школ в Грецию в 1924 году вместе с большей частью греческого населения Малой Азии после геноцида и последующему договору об обмене населением. между Грецией и Турцией. Это привело к созданию греческих понтийских и анатолийских спортивных клубов в Греции, из которых футбол чаще всего ассоциируется с спортом. Сегодня некоторые из этих клубов все еще борются. Некоторые на профессиональном и межконтинентальном уровне. 

## Известные греки-понтийцы

### Древние
- Гераклид Понтийский
- Диоген
- Тираннион
- Страбон
- Дифил (комедиограф)
- Бион Борисфенит
- Филетер
- Митридат VI
- Маркион
- Евагрий Понтийский

### Современные

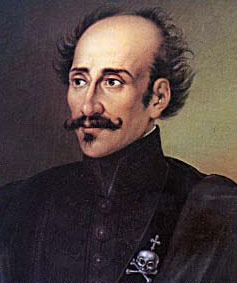
Александрос Ипсилантис
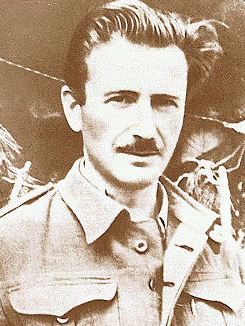
Маркос Вафиадис
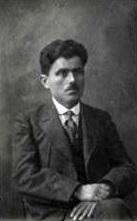
Иоаннис Пасалидис
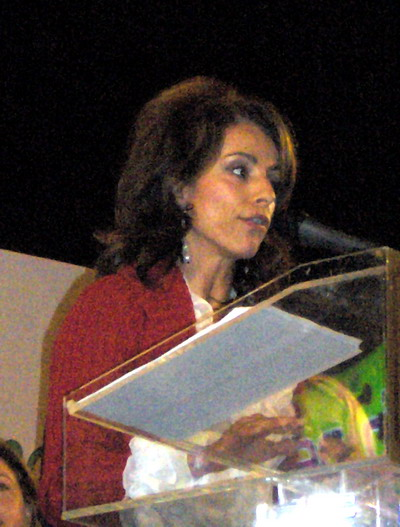
Патулиду, Параскеви
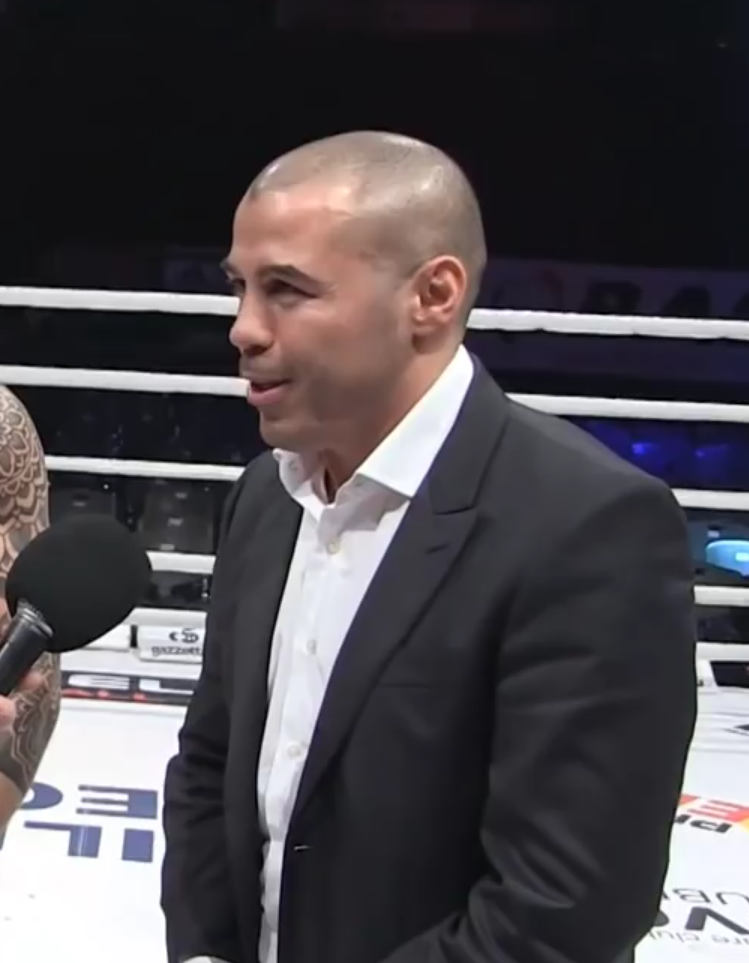
Майк Замбидис
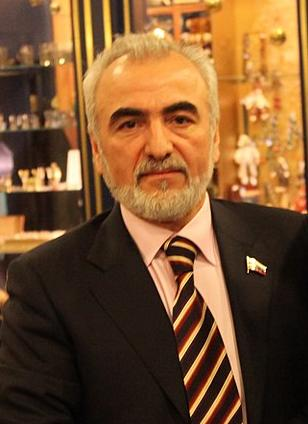
Иван Саввиди
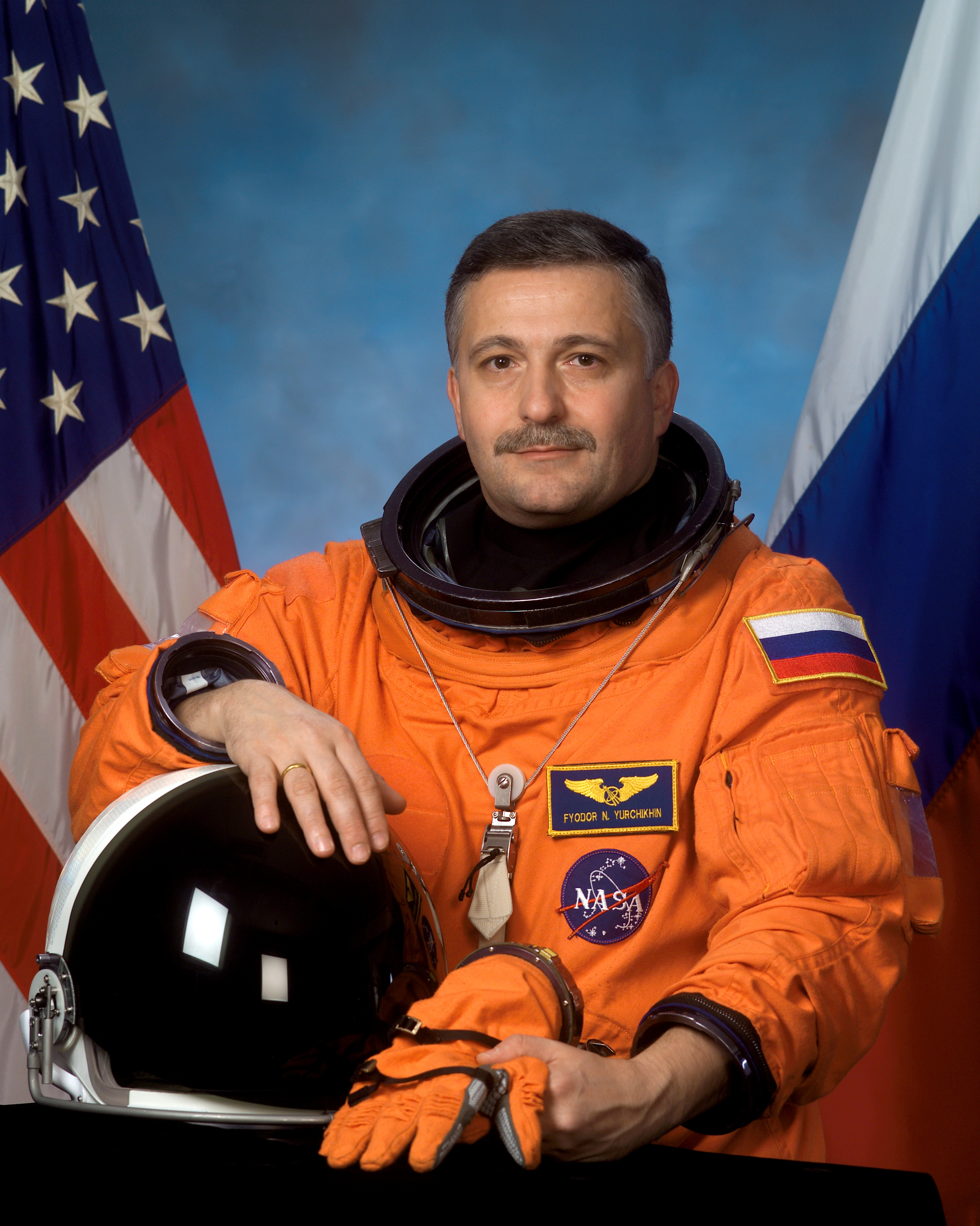
Фёдор Юрчихин
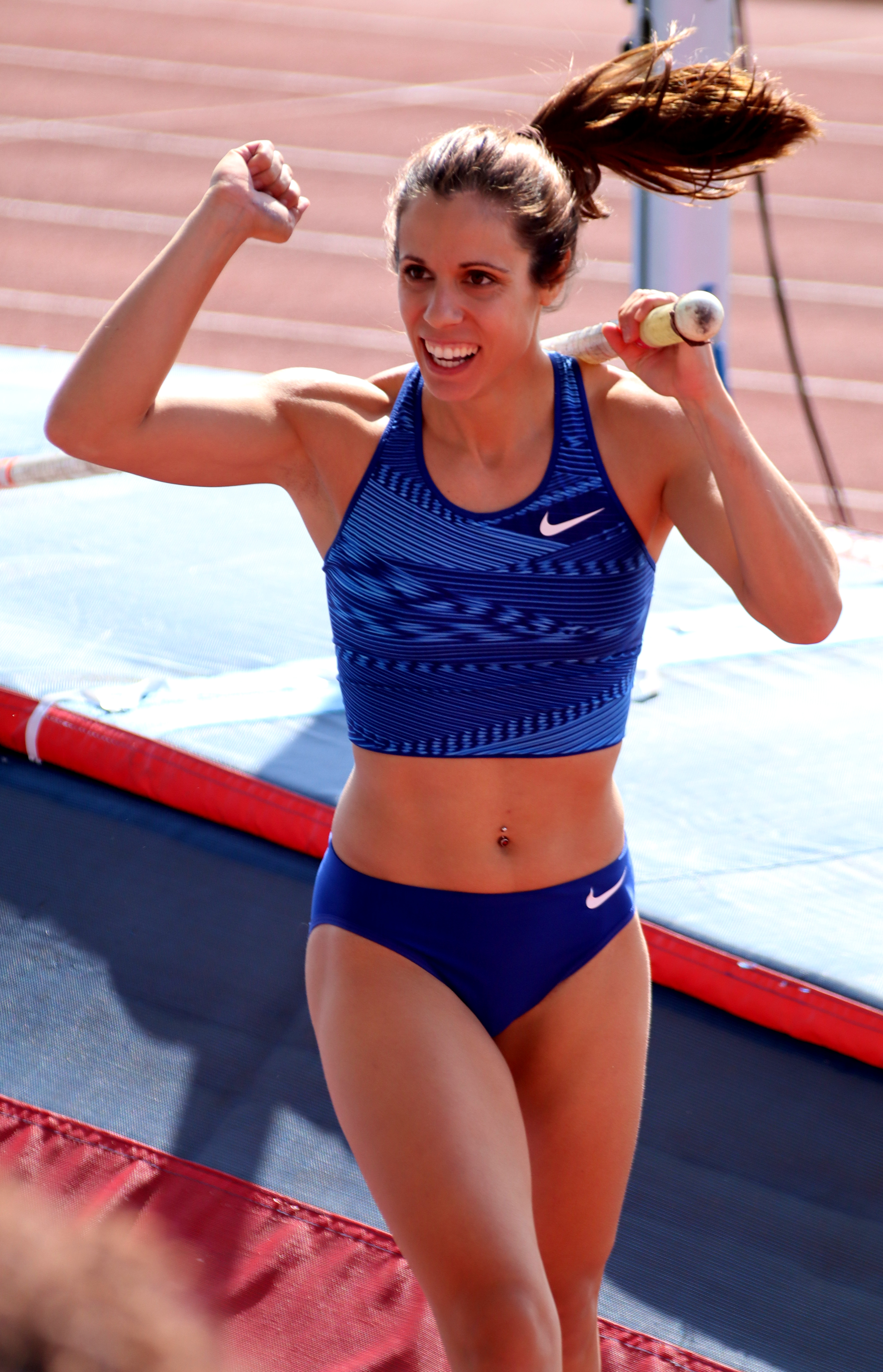
Екатерина Стефаниди